# LIFE IN HARMONY
「LIFE IN HARMONY」（ライフ・イン・ハーモニー）はMISIAの配信限定シングル。アリオラジャパンから2010年9月15日に配信された。また、『星空のライヴVI ENCORE 2010 International Year of Biodiversity』の同梱CDにも収録されている。

## 曲の詳細
1. LIFE IN HARMORY [5:05]
作詞 : MISIA 作曲 : yellowRobato
  - COP10オフィシャルソング
2. LIFE IN HARMONY (星空のライヴVI in 金沢) [5:45]
3. LIFE IN HARMONY (GOMI'S LOVE & HARMONY REMIX) [5:08]
4. LIFE IN HARMONY (Instrumental) [5:02]